# Peristylus chapaensis
Peristylus chapaensis är en orkidéart som först beskrevs av François Gagnepain, och fick sitt nu gällande namn av Gunnar Seidenfaden. Peristylus chapaensis ingår i släktet Peristylus och familjen orkidéer.
Artens utbredningsområde är Vietnam. Inga underarter finns listade i Catalogue of Life.